# Alkylsulfonaat

Algemene structuurformule van een alkylsulfonaat.

De alkylsulfonaten vormen een stofklasse in de organische chemie. Het zijn alkyl-esters van sulfonzuren en bezitten de algemene brutoformule R-SO2-O-R'. Alkylsulfonaten zijn sterke alkyleringsreagentia, omdat de sulfongroep een zeer goede leaving group is. De natriumzouten worden in de vloeistofchromatografie gebruikt als tegenionen.

## Synthese
Alkylsulfonaten kunnen bereid worden door eerst het chlooralkylsulfonaat te bereiden middels de Reed-reactie, gevolgd door een nucleofiele substitutie met een alkoxide. Het voordeel van deze methode is dat hiermee gemengde alkylsulfonaten (beide alkylgroepen verschillen qua structuur) kunnen bereid worden.